# Аусендорфер, Вальтер
Вальтер Аусендорфер (нем. Walter Außendorfer, 18 апреля 1939, Тирес, Трентино — Альто-Адидже) — итальянский саночник немецкого происхождения, выступавший за сборную Италии в начале 1960-х годов. Бронзовый призёр зимних Олимпийских игр в Инсбруке, многократный призёр национального первенства.

## Биография
Вальтер Аусендорфер родился 18 апреля 1939 года в коммуне Тирес, регион Трентино — Альто-Адидже. Активно заниматься санным спортом начал в конце 1950-х годов, вскоре прошёл отбор в национальную сборную и вместе с Зигисфредо Майром стал принимать участие в крупнейших международных стартах, показывая довольно неплохие результаты.
Благодаря череде удачных выступлений Аусендорфер удостоился права защищать честь страны на зимних Олимпийских играх 1964 года в Инсбруке, где санный спорт впервые вошёл в официальную программу. Участвовал сразу в двух дисциплинах, при этом на одноместных санях финишировал лишь шестнадцатым, а на двухместных — пришёл к финишу третьим и завоевал, соответственно, бронзовую медаль. Поскольку конкуренция в сборной на тот момент резко возросла, вскоре принял решение завершить карьеру профессионального спортсмена, уступив место молодым итальянским саночникам.